# Rudolf Bultmann
Rudolf Bultmann, né le 20 août 1884 à Wiefelstede et mort le 30 juillet 1976 à Marbourg, est un théologien allemand de tradition luthérienne. Fils d'un pasteur luthérien, il est devenu professeur d'études néotestamentaires à Marbourg. C'est dans cette université qu'il marqua d'une profonde influence nombre d'étudiants en théologie et en philosophie, parmi lesquels Gerhard Krüger et Hans Jonas,. Dépassant le cadre du luthéranisme, Bultmann est aujourd'hui considéré comme l'un des plus grands théologiens du XXe siècle, à la fois controversé et admiré, « scandale et signe de contradiction à l'intérieur même du protestantisme ».

## Biographie
Lors de ses humanités à l'ancien lycée d'Oldenbourg (de) (1895-1903), il fut membre du club étudiant Camera obscura. Après l'Abitur (baccalauréat ou maturité), il étudie la théologie à Tübingen, Berlin et Marbourg, où il soutint sa thèse de doctorat sur Paul de Tarse en 1910. Deux ans plus tard, il y devint Privatdozent, puis enseigna à Breslau de 1916 à 1920, et ensuite à Giessen. Il revint enseigner à Marbourg en 1921, où il atteignit l'éméritat en 1951.
Bultmann épousa en 1917 Helene Feldmann, dont il eut trois filles. Il était membre de l'Église confessante, s'opposant dès 1933 au nazisme tout en se jugeant incapable de le réfuter sur le plan philosophique.
Il a développé la « démythologisation » du Nouveau Testament en cherchant à replacer la prédication de Jésus-Christ dans son contexte historique pour en dégager le noyau intentionnel. Comme l'a répété Bultmann, « la démythologisation est une méthode herméneutique ». Elle consiste à dégager la « conception fondamentale », en termes existentiels, qui structure le discours religieux, en deçà de ses expressions mythiques.
Le philosophe André Malet souligne qu'il faut distinguer l'historien et le théologien chez Bultmann. Il écrit : « Bultmann est sans doute l'exégète moderne le plus éminent du Nouveau Testament » ; il est en tout cas le plus radical. Son originalité n'est pas d'avoir formulé la règle d'or de tous les historiens : « l'absence de tout préjugé quant aux résultats de la recherche », mais de l'avoir appliquée, avec une honnêteté que Karl Jaspers a pu qualifier d'absolue » ». Bultmann a en effet étudié la question des sources orales et écrites des Évangiles, composés de strates successives et d'unités littéraires qu'il analyse en étant l'un des fondateurs de la  Formgeschichte, ou « critique des formes ».
Lors des obsèques de Bultmann, le 4 août 1976 dans la Matthäuskirche de Marbourg, des textes bibliques exprimant la foi en Dieu ont été lus sans commentaire théologique, selon la volonté du défunt.

## Les catégories bultmanniennes
Pour Bultmann, il n’y a pas de sens à parler de Dieu si l’on ne parle pas en même temps de l’existence humaine. Théologie et anthropologie sont solidaires, comme l'avait souligné Jean Calvin : « la connaissance de Dieu et de nous sont choses conjointes ».
Durant les années 1920, Bultmann est en contact suivi avec Heidegger, et il tient séminaire avec lui après sa nomination à Marbourg. Dans ce séminaire le philosophe Heidegger donna une conférence remarquée intitulée « le problème du péché chez Luther ». Les catégories bultmanniennes détaillées par André Malet respirent une atmosphère heideggerienne que l'on retrouvera plus tard dans l'analytique existentiale d'Être et Temps.
Dans son projet de relecture du Nouveau Testament, Bultmann se propose d'abandonner l'ontologie classique afin de construire une nouvelle anthropologie pour un homme mieux à même de comprendre le sens des Évangiles. Il le fait en critiquant l'extension de la connaissance rationnelle aux domaines des relations humaines et de la foi, entrant de ce fait en conflit avec la tradition scolastique comme avec la critique théologique du XIXe siècle et l'école de l'histoire des religions

## Heidegger et Bultmann

### Les sources chrétiennes et l'existentialisme
Dans ses cours de la première période, regroupés sous le titre Phénoménologie de la vie religieuse, Heidegger fait directement appel à deux sources patristiques : les épîtres pauliniennes et les Confessions de saint Augustin, sources complétées ultérieurement par des références à la compréhension propre du Nouveau Testament par Martin Luther.
Dans les années 1920, Heidegger cherche à mettre en évidence l'autonomie du « vécu religieux » , comme ressenti concret du croyant, saisi par la foi. Ce vécu du croyant parce qu'il est historiquement la manifestation la plus explicite du « souci pour son être » va servir de paradigme pour l'étude de la vie facticielle du Dasein . Parallèlement ce retour au « vécu » va autoriser une nouvelle approche de la théologie du Nouveau Testament entreprise par Rudolf Bultmann. Les deux chercheurs se rejoignent dans une commune vision de l'objet de la théologie défini par Rudolf Bultmann bien avant l'arrivée de Heidegger : « l'objet de la théologie est Dieu, et la théologie parle de Dieu dans la mesure où elle parle de l'homme tel qu'il se tient devant Dieu, donc à partir de la foi » rappelle Jean-Yves Lacoste.
1. Heidegger note que dans les épîtres, la vie du Chrétien est tout entière dominée par l'attente inquiète du « seigneur qui arrivera comme un voleur » (1Th, 5,2-3).
Vigilance et inquiétude aussi devant l'indétermination de la Parousie, du jugement. Le croyant vit dans l'insécurité, il doit se tenir constamment prêt et se maintenir dans un temps « kairologie » sans prise sur un futur, qui échappe au pouvoir de l'homme. Ce qui est décisif, c'est « l'inquiétude » pour le Soi et c'est ce qui sera retenu et élargi ontologiquement par Heidegger comme première forme du « Souci » ou Bekümmerung , que Heidegger distinguera comme constitution fondamentale du Dasein.
2. Avec saint Augustin (Confessions), Heidegger découvre les périls auxquels se confronte la préoccupation soucieuse pour le Soi.
Il relève trois modes de l'existence qui peuvent causer sa perte : la dispersion, les tentations du monde, l'orgueil.
  - La dispersion dans le multiple, à l'opposé du retour sur soi, est une tendance fatale de la vie.
  - La tentation qui comporte la concupiscence et la curiosité effrénée pour le nouveau.
  - L'orgueil qui manifeste un souci de Soi mal placé et inauthentique.

Si sous le terme de tentation on reprend l'ensemble de ces thèmes, l'homme apparait selon l'expression de saint Augustin comme « une énigme pour-lui-même », il n'y a plus de transparence réflexive possible, plus d'auto-suffisance de la vie (au sens de l'auto-satisfaction), « la Finitude est devenue radicale ». Heidegger ontologise le concept de Souci dégagé, en en faisant, non plus seulement un rapport de Soi à Soi, mais le mode originaire du rapport de l'homme au monde.
Heidegger n'abandonnera jamais complètement le « souci-inquiétude » qui refera une apparition sous la forme de l'angoisse qui, pour lui, possèdera seule le pouvoir de révéler le Dasein à lui-même.
Enfin, de Martin Luther, Heidegger retiendra l'analyse de l'abyssale vacuité (nihilité) de l'être humain. Le Dasein exposé à l'Être n'a pas plus de consistance que le chrétien devant la face de Dieu, aucune de ses œuvres n'est capable de lui donner une once de densité.

### Existentialisme et théologie
Au sein du protestantisme, l'analyse existentiale de Être et Temps exerça une influence « décisive », selon l'expression employée par le rédacteur de l'Encyclopédie du Protestantisme, sur la formulation du programme théologique de Rudolf Bultmann. « Bultmann élabore dans ces années 1920, une nouvelle conceptualité heideggerienne pour décrire l'existence en termes de décision, souci, authenticité..il pense aussi en termes de précompréhension la connaissance préalable à toute révélation positive que l'homme a de Dieu » écrit Jean-Claude Gens. Par ailleurs on peut dire que l'entreprise de démythologisation du Nouveau Testament qui est sa marque, répond à la « destruction » phénoménologique telle que l'a thématisée Heidegger. Par la suite, à travers ses élèves (Ernst Fuchs, Gerhard Ebeling, Hans-Georg Gadamer), l'influence de Heidegger continuera de s'exercer y compris avec ses derniers travaux.
D'abord l'arbre généalogique de l'existentialisme est clair et avoué : Kierkegaard, Luther, Paul.
Les affinités doctrinales qui sautent aux yeux proviennent du fait que l'existentialisme découle d'une compréhension de soi-même propre au proto-christianisme, ainsi dans les deux cas, l'homme, sans le condamner absolument, tient le monde en suspicion à côté ou au-delà duquel se trouve la vraie vie.
Les deux prônent un usage du monde dans un certain détachement. Par delà la commune description d'une vie concrète misérable et aliénée, le philosophe invoquera une existence « authentique » possible qui entrera en résonance avec l'existence « eschatologique » que Rudolf Bultmann dégagera du Nouveau Testament.
Selon Bultmann, la compréhension de la révélation, de la foi, et de la théologie a été obscurcie par une ontologie inadaptée (aristotélisme) ; la nouvelle phénoménologie de l'existence et plus précisément la phénoménologie de la vie religieuse avec Heidegger offre l'occasion d'une meilleure approche : « la signification de l'analyse existentiale de Heidegger consiste pour moi en ceci qu'elle offre la conceptualité adéquate pour l'interprétation du Nouveau Testament et de la foi chrétienne », écrit-il à André Malet.

## Une nouvelle interprétation de l'Évangile
Bultmann comprend la démythologisation, à ne pas confondre avec la démythisation, comme une réinterprétation pour rendre l’Évangile recevable et compréhensible aux contemporains. Pour lui, il s'agit de garder l'intention du mythe tout en rejetant son expression objectivante. Ce n'est pas seulement une question d'intelligibilité du message évangélique dans le monde actuel. Car le mythe parle de ce qui constitue la transcendance (« ce qui n’est pas de ce monde ») en des termes utilisés pour parler des « choses de ce monde », comme si l’au-delà était dicible dans les catégories de l’ici-bas. L'expression du mythe trahit sa juste intention.
Ce qui s'exprime dans le mythe n'est pas une image objective du monde mais bien plutôt la manière dont l'homme se comprend lui-même, le mythe veut être interprété, non d'une façon cosmologique, mais anthropologique ou mieux, suivant les termes de la philosophie moderne, existentiellement.
Le problème de la démythologisation du nouveau Testament forme la trame de toute la critique théologique du XIXe siècle, elle se présente sous deux formes au XXe siècle :
- La théologie libérale qui pense dégager l'essence impérissable de l’Évangile des représentations apocalyptiques juives qui la recouvraient en ramenant le message de Jésus à ses valeurs morales et religieuses en oubliant que le Nouveau Testament parle d'un événement de « salut ».
- L'école de l'histoire des religions en fait, à l'inverse, une mystique collective mais qui est en définitive tout aussi temporelle.

L'entreprise de démythologisation est précédée d'un intense travail d'exégèse.

### Bultmann exégète de Paul
Points essentiels :
- L'exigence absolue de la prédication, c'est l'identification du moment présent et du moment eschatologique, le kairos l'instant de la décision.
- Jésus rencontre l'homme dans son historicité personnelle.
- La communauté palestinienne interprète Jésus selon les mythes apocalyptiques juifs, la Diaspora selon les catégories des mythes gnostiques.
- Il n'y a pas de véritable théologie paulinienne mais une anthropologie. Tout énoncé sur le Christ est un énoncé sur l'homme.
- Le corps, la chair et l'âme chez Paul n'ont aucun sens dualiste ; ils se rapportent tous, sous un certain rapport, à l'homme dans sa totalité.
- Le monde de Paul n'est que le monde de l'homme, il n'est pas un contenant mais l'ensemble des conditions de vie et des possibilités de l'homme.
- En ek-sistant[Quoi ?] vers le monde (le monde du « On » dirait Heidegger), l'homme en prend les mœurs et le laisse devenir son maître.
- Après la Révélation, la nouvelle situation de l'homme c'est d'être dans et par sa foi justifié.
- La foi en la résurrection n'est rien d'autre que la foi en la croix comme événement salutaire.
- Dans la prédication s'accomplit l'instant eschatologique, se manifeste le « temps favorable », le kairos pour la décision salutaire.

Chez Bultmann, la critique de la gnose va de pair avec une tentative de traduire le Kerygme apostolique dans les termes d'une philosophie existentielle.

### Le travail de démythologisation
De la part de Paul et de Jean, un premier travail de démythologisation est effectué, dès l'origine, qui a pour effet de séparer définitivement le christianisme de la gnose. Puisque l'homme est une liberté, la chute ne saurait être un fait objectif mais une culpabilité. Il ne faut pas se laisser leurrer par l'usage paulinien de la terminologie gnostique, l'homme ne peut s'en prendre qu'à lui-même. Les puissances démoniaques n'ont aucune prise sur le chrétien. Contrepartie de cette liberté l'homme peut se détourner et chuter alors que le gnostique sauvé, l'est une fois pour toutes.
De la même manière, Jean démythologise le dualisme gnostique : le monde dans sa perversion est plus une manière d'être de l'homme qu'un destin. Les ténèbres ne sont que les conséquences du péché. Le diable n'a de réalité que tout autant que le mensonge et la perversion domine le monde des hommes, il n'est plus une puissance cosmique.
C'est principalement autour du thème de la Résurrection du Christ que se cristallise la démarche de démythologisation de Bultmann. Le Nouveau Testament n'a pas évité, à travers plusieurs récits de nature différentes – le tombeau vide, le messager céleste aux saintes femmes, l'apparition aux disciples, l'épisode de saint Thomas, etc. – l'objectivation de la Résurrection. Bultmann pense qu'il s'agit de formations tardives et que les récits de l'événement ne sont pas la source de la foi, elles sont les conséquences et l'expression de théologoumènes. Bultmann remarque que la foi dans une résurrection physique est une « œuvre » car cette revivance n'est au fond qu'une réalité du monde. Pour le théologien, les récits de Pâques sont des confessions de foi partiellement objectivées en raison de la faiblesse humaine.
Toute l'attitude de Bultmann découle néanmoins de cette conception de l'homme, ou plutôt de cette manière d'aborder l'être de l'homme qu'il a retrouvée dans les recherches de Martin Heidegger. Il ne s'agit plus d'aborder le Nouveau Testament avec l'ancien homme dit naturel mais avec le nouvel « Être-jeté » au monde, livré à la mort, perdu dans une existence éclatée dans une recherche impossible de lui-même. Cet être sans substance et sans fondement est seul à pouvoir justifier l'intuition fondamentale de Paul qui est que l'homme ne peut rencontrer Dieu que dans la détresse et la tribulation.
Selon Bultmann, « la démythologisation est une exigence de la foi elle-même », l'accomplissement de la doctrine paulinienne et luthérienne du salut par la foi dans le domaine de la connaissance. Il ne s'agit pas d'éliminer le mythe, mais de l'interpréter.

### La relation à autrui
Il n'y a pas plus de science de l'autre, qu'il n'y a de science de Dieu, car l'altérité n'est pas objectivable.
Autrui, comme Dieu, relève d'un type de connaissance, ou plutôt de « comprendre », qui est celui que met à jour la phénoménologie. En résumé, André Malet relève les conditions suivantes pour la compréhension d'autrui :
- Pour atteindre l'autre dans son altérité, et non dans l'idée que je puis m'en faire a priori, l'homme doit se quitter totalement, s'ouvrir à l'autre, pour devenir celui qu'il n'est pas, dans un véritable saut existentiel. Il doit renoncer à son Anspruch : la prétention à rester soi-même, à disposer d'autrui comme d'un objet.
- Ce saut, qui implique notre liberté, correspond à un mouvement et une projection dans une ouverture nouvelle, un advenir qui n'est pas la simple poursuite à partir du passé. Ne réagissant pas comme les choses ou les animaux, l'homme relève d'une autre histoire, une historicité ou temporalité qui lui est propre et qui le constitue.
- Cette liberté constitutive se manifeste dans la « décision » de saisir l'instant (le kairos) qui nous ouvre à ce risque d'avoir à abandonner notre être passé, à jeter les amarres, pour nous abandonner à notre être-possible, à notre être-appelé (l'amour pour l'amoureux).
- En « comprenant » ainsi l'autre, je reçois en partage une nouvelle compréhension de moi-même, un être que je n'avais pas, un monde qui a changé de sens.

## Publications
Ouvrages traduits en français
- L'Histoire de la tradition synoptique, 1921
- Jésus : mythologie et démythologisation, préf. Paul Ricœur, Seuil, 1968, 253 p.
- Le christianisme primitif dans le cadre des religions antiques, trad. Pierre Jundt, Payot, 1969.
- Foi et Compréhension, trad. André Malet et alii, 2 vol., Seuil, 1969-1970.
- L'Histoire de la tradition synoptique, Seuil, 1973
- Histoire et Eschatologie, Cerf, 1976,  (ISBN 2-204-03973-X)
- Nouveau Testament et Mythologie, Labor et Fides, 2013

#### Autour de Heidegger
- Martin Heidegger (trad. de l'allemand par Alain Boutot), Ontologie. Herméneutique de la facticité, Paris, Gallimard, coll. « Bibliothèque de Philosophie », 2012, 176 p. (ISBN 978-2-07-013904-0).
- Martin Heidegger (trad. de l'allemand par Jean Greisch), Phénoménologie de la vie religieuse, Paris, Gallimard, coll. « Œuvres de Martin Heidegger », 2011, 415 p. (ISBN 978-2-07-074516-6)
- Pierre Gisel (dir.), Encyclopédie du Protestantisme, Paris/Genève, PUF, 2006, 1572 p. (ISBN 2-13-055415-6).
- Philippe Arjakovsky, François Fédier et Hadrien France-Lanord (dir.), Le Dictionnaire Martin Heidegger : Vocabulaire polyphonique de sa pensée, Paris, Éditions du Cerf, 2013, 1450 p. (ISBN 978-2-204-10077-9).
- (en) Shawn Kelley, Racializing Jesus : race, ideology and the formation of modern biblical scholarship, Londres, Routledge, 2002, 254 p. (ISBN 0-415-15402-2, lire en ligne)
- Annie Larivée et Alexandra Leduc, « Saint Paul, Augustin et Aristote comme sources gréco-chrétiennes du souci chez Heidegger », Revue Philosophie, Editions de Minuit, no 69,‎ 2001, p. 30-50 (DOI 10.3917/philo.069.0030)
- Christian Sommer, Heidegger, Aristote, Luther : Les sources aristotéliciennes et néo-testamentaires d'Être et temps, PUF, coll. « Épiméthée », 2005, 335 p. (ISBN 978-2-13-054978-9)
- S.-J .Arrien, S.Camilleri (éd.), Le jeune Heidegger 1909-1926, Vrin, coll. « Problèmes et controverses », 2011  (ISBN 9782711623020).
- Jean-Yves Lacoste (dir.) et et alii, Heidegger et la question de Dieu, Paris, PUF, coll. « Quadrige », 2009, 378 p. (ISBN 978-2-13-057987-8).